# George Edalji
George Ernest Thompson Edalji (* März 1876; † 17. Juni 1953 in Welwyn Garden City) war ein Solicitor aus den englischen West Midlands, der 1906 als Opfer eines britischen Justizirrtums und durch den Einsatz des Schriftstellers Arthur Conan Doyle für seine Sache europaweit bekannt wurde. 
George Edalji wurde 1903 beschuldigt, ein Pferd verstümmelt und lebensgefährlich verletzt zu haben. Er wurde zunächst schuldig gesprochen und saß drei Jahre lang im Zuchthaus. Erst nachdem Conan Doyle sich für ihn eingesetzt und selbst Untersuchungen zu seinem Fall durchgeführt hatte, wurde das Urteil aufgehoben.

## Geschichte
George Edaljis Vater Shapurji Edalji wurde als Parse in Bombay geboren. Nachdem er von britischen Missionaren zum Christentum bekehrt worden war, studierte er in England Theologie und erhielt 1876 eine Pfarrstelle in Great Wyrley, Staffordshire. Seine Mutter Charlotte, geborene Stoneham, stammte aus Schottland. George wuchs als ältestes von drei Kindern im Pfarrhaus von Great Wyrley auf. Ein großer Teil der Landbevölkerung hegte Vorurteile gegen Inder und wollte die Familie vertreiben. Es kam bald zu rassistischen Beleidigungen, Schmierereien am Pfarrhaus und geschmacklosen Scherzen. Ab den späten 1870er Jahren erhielten die Edaljis immer wieder anonyme Drohbriefe, die zunächst die Eltern und später besonders George Edalji angriffen. Im Namen von Shapurji oder George Edalji wurden verleumderische Zeitungsanzeigen und verschiedenste Warenbestellungen aufgegeben. Mit Unterbrechungen erhielten sie etwa 20 Jahre lang Drohbriefe. 
Die lokale Polizei unternahm nichts gegen die Verfolgung der Familie. Captain Anson, zweiter Sohn des Earl of Lichfield und Chief Constable von Staffordshire, meinte, die Familie habe sich die Ärgernisse selbst zuzuschreiben: „Hindus“ gehörten nicht nach Staffordshire und hätten dort nun einmal mit Problemen zu rechnen. Schließlich verdächtigte er George Edalji, die Briefe selbst verfasst zu haben. 

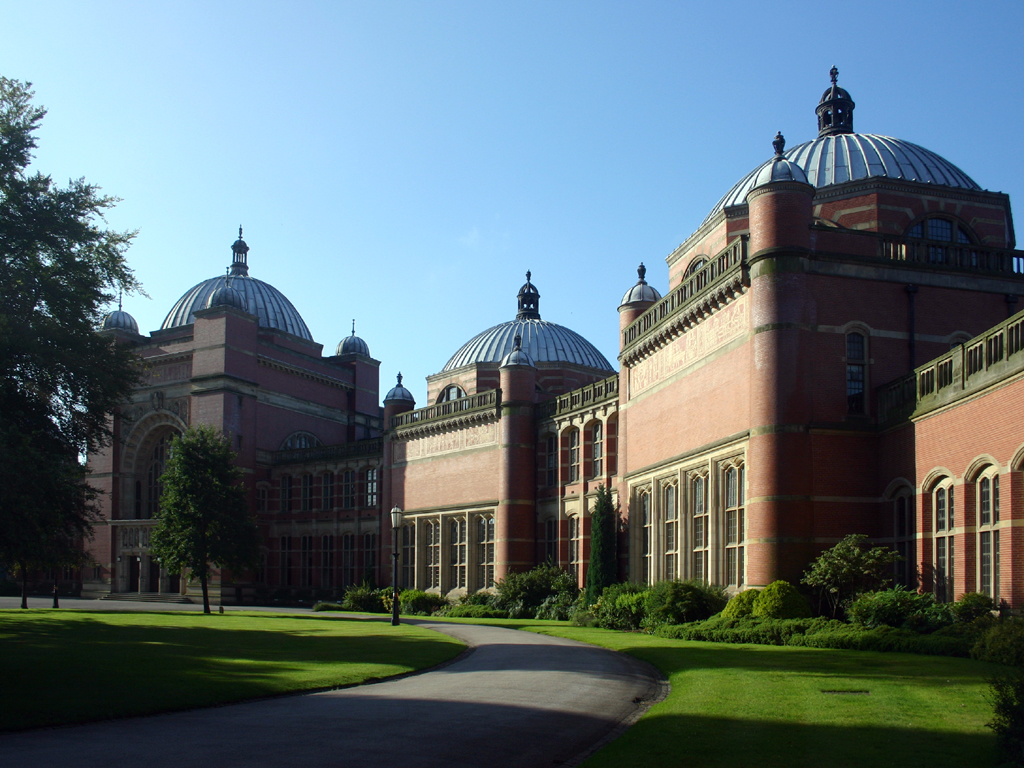
Die Universität von Birmingham

Nach dem Schulbesuch studierte George in Birmingham englisches Recht. Er war ein guter Student und gewann einige Preise der Law Society of England and Wales. Anschließend arbeitete er in Birmingham als beratender Rechtsanwalt („Solicitor“). Nach wie vor wohnte er im Pfarrhaus von Great Wyrley und pendelte mit dem Zug nach Birmingham. Dabei entdeckte er sein Interesse für das Eisenbahnrecht und schrieb als Hilfe für Bahnreisende das Buch Railway Law for the „Man in the train“.

### Prozess
1903 wurden in Great Wyrley und Umgebung mehrere Schafe, Kühe und Pferde verstümmelt. Ihnen wurde nachts mit einer scharfen Waffe die Bauchdecke aufgeschlitzt, die Tiere verbluteten oder mussten getötet werden. Es tauchten wieder anonyme Briefe auf, in denen George Edalji für diese Taten verantwortlich gemacht wurde. Die Polizei ermittelte ausschließlich in diese Richtung. 
Nachdem ein weiteres Pferd in der Nähe des Pfarrhauses verstümmelt worden war, nahm die Polizei George Edalji fest. 
Andere Spuren wurden nicht verfolgt. Ein Jugendlicher aus der Gegend, der später verhaftet wurde, weil er ein ähnliches Verbrechen beging, während George schon in Untersuchungshaft saß, durfte das Land verlassen und nach Südafrika auswandern. 
Edaljis Prozess fand vor einem „Court of Quarter Sessions“, einem lokalen Gericht mit einem vorsitzenden Richter und Schöffen, statt. 
Die Anklage stützte sich auf wenige Indizien: Die Nähe des Tatorts zum Pfarrhaus; dort wurden mehrere Rasiermesser gefunden; auf Georges Hausmantel wurden wenige Blutspuren und Haare eines Säugetiers gefunden. Als wichtigstes Argument wurde ein Handschriftengutachten angeführt, demzufolge George der Verfasser der anonymen Briefe gewesen sei. Trotz der dürftigen Beweislage wurde George Edalji zu sieben Jahren Zuchthaus verurteilt. 
Sechs Monate nach der Verurteilung kam es zur nächsten Pferdeverstümmelung. Der geständige Täter wurde zu drei Jahren Haft verurteilt. Der Handschriftenexperte, auf dessen Gutachten sich die Anklage gegen Edalji gestützt hatte, musste zugeben, sich in einem anderen Fall (im Prozess gegen Adolph Beck) geirrt zu haben. Trotzdem blieb Edalji weiterhin in Haft.

### Öffentliche Unterstützung

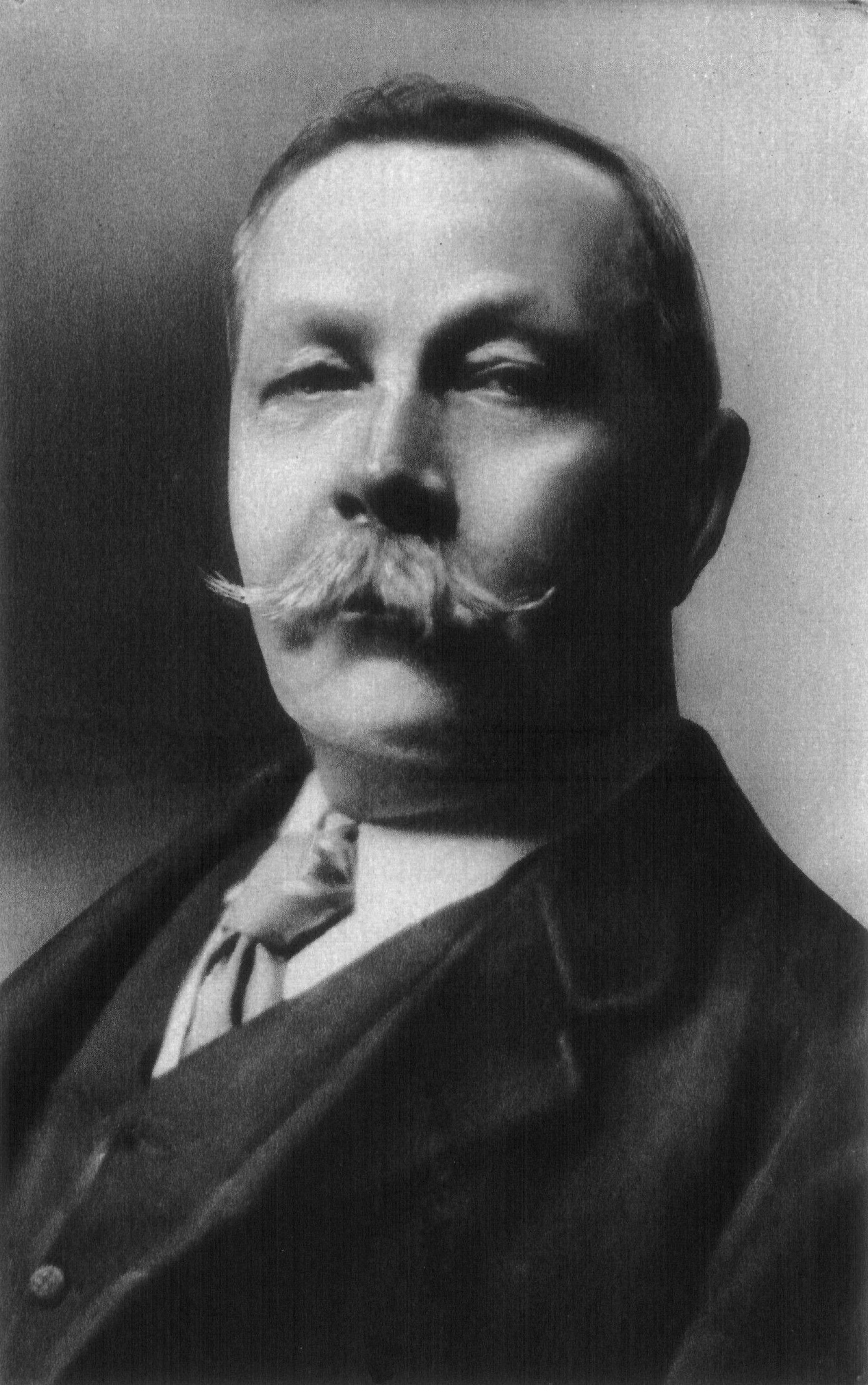
Arthur Conan Doyle

R. D. Yelverton und andere wandten sich an die Presse und verfassten eine Petition gegen Georges Verurteilung, die von zehntausend Bürgern unterzeichnet wurde. Schließlich wurde er 1906 nach drei Jahren Haft vorzeitig entlassen. Es wurde keine Begründung angegeben und Edalji galt als vorbestraft, was eine Tätigkeit als Solicitor unmöglich machte. Die Zeitschrift Truth berichtete über sein Schicksal. Schließlich wurde der Schriftsteller Arthur Conan Doyle auf den Fall aufmerksam und stellte ab Dezember 1906 eigene Untersuchungen an. Er ließ neue Handschriftengutachten durchführen, die Edalji als Verfasser der Briefe ausschlossen. Ein anderes Gutachten belegte, dass die Verletzungen der Tiere nicht von Rasiermessern stammen konnten; der Sand an Georges Stiefeln gehörte zu einem anderen Bodentyp als am Tatort; sowohl die Tiermorde als auch die anonymen Briefe setzen sich nach seiner Verhaftung fort. Bei seinem ersten Treffen mit Edalji im Januar 1907 stellte Conan Doyle, der acht Jahre lang als Augenarzt praktiziert hatte, bei ihm starke Kurzsichtigkeit und eine Hornhautverkrümmung fest. Er war überzeugt, dass Edalji die Tat nachts in unwegsamem Gelände schon wegen seiner schwachen Sehkraft unmöglich verübt haben konnte. 
Conan Doyle veröffentlichte seine Ergebnisse in mehreren Zeitungsartikeln für den Daily Telegraph und forderte das zuständige Innenministerium auf, den Fall noch einmal zu untersuchen, weil es damals noch keine Berufungsgerichte gab. 
Die Berichte wurden von anderen britischen Tageszeitungen abgedruckt, auch im Ausland erschienen nun Artikel über den Fall. 
Wegen der großen öffentlichen Wirkung der Artikel setzte Innenminister Herbert Gladstone schließlich eine Untersuchungskommission ein. Diese veröffentlichte im Frühjahr 1907 ihren Abschlussbericht. George Edalji wird darin von den Vorwürfen, an den Tierverstümmelungen beteiligt gewesen zu sein, vollständig freigesprochen. Im Bericht werden eine Reihe von Verfahrensfehlern eingeräumt und die Indizien, die zur Verurteilung geführt hatten, als bedeutungslos dargestellt. Edalji galt nicht mehr als vorbestraft, wurde wieder in die englische Law Society aufgenommen und konnte von da an wieder als Anwalt arbeiten. 
Gleichzeitig war die Untersuchungskommission aber gehalten, möglichst keine Fehler der Staffordshire Constabulary – also der örtlichen Polizei – zuzugeben und keine Entschädigung festzusetzen. 
Deshalb erhielt die Kommission trotz gegenteiliger Fachgutachten den Vorwurf aufrecht, Edalji habe die anonymen Briefe, in denen er der Taten beschuldigt wird, selbst verfasst. Somit sei er selbst dafür verantwortlich, dass man ihn als Täter verdächtigt habe; der Polizei sei kein Vorwurf zu machen. Deshalb stehe Edalji keine Haftentschädigung zu.

### Weitere Ereignisse
Kurz danach kam es zu weiteren Tierverstümmelungen in Staffordshire. Die lokale Polizei brachte einen Einheimischen vor Gericht, der sich für Edaljis Entlastung eingesetzt hatte. Er wurde freigesprochen. 
Arthur Conan Doyle versuchte in den nächsten fünf Jahren noch mehrmals erfolglos, den Beschluss der Untersuchungskommission revidieren zu lassen, damit Edalji vollständig entlastet würde und eine Entschädigung erhielte. Er griff dabei vor allem den Chef der Staffordshire Constabulary, Captain Anson, persönlich an. George Edalji selbst zog nach London und arbeitete dort  als Anwalt.  
Noch im Jahr 1907 war der Court of Criminal Appeal, das erste britische Berufungsgericht, 
gegründet worden. Anlass war die öffentliche Debatte über die Fehlurteile gegen Adolph Beck und George Edalji.

## Literarische Verarbeitung
- Julian Barnes, Arthur & George (Roman). deutsch 2007. ISBN 3-462-03706-4.

## Verfilmungen
- 1966: Conan Doyle und der Fall Edalji
- 2015: Arthur & George, Mini-Serie in 3 Teilen